# Тригубов, Гарри
Гарри Оскар Тригубов (англ. Harry Oscar Triguboff; род. 3 марта 1933, Далянь) — крупный австралийский предприниматель, девелопер, офицер ордена Австралии, меценат.
По версии журнала «Forbes» в марте 2022 года его личное состояние оценивалось в $9,5 млрд. Хозяин строительной компании «Meriton», основанной в 1963 году.

## Биография
Родился 3 марта 1933 года в Даляне (Японская империя) в еврейской семье Мойши и Фриды Тригубовых, эмигрантов из Российской империи. Отец Гарри Тригубова переехал из России в 1916 году, спасаясь от политики государственного антисемитизма.
Тригубов вырос в еврейской общине китайского города Тяньцзинь, на территории британских и американских концессий. Его отец основал магазин, в котором обменивались шерсть, шелк и кожа. В 1937 году, после начала  очередной китайско-японской войны, японская императорская армия вторглась в город. Иностранные концессии японские войска не трогали, однако после атаки на Перл-Харбор в декабре 1941 года все британские и американские граждане были арестованы и отправлены в специальные лагеря для интернированных. Бывшие российские подданные получили возможность взять в свои руки всю торговлю в городе. Отец Тригубова открыл еще четыре магазина и приобрел 20 квартир, а также летнюю резиденцию в Бейдайхэ. Он организовал продажу текстиля, который ранее был вывезен японцами в северном Китае. В 1946 году, после окончания войны, он был осужден за сотрудничество с японцами за то, что он якобы продавал кожаные изделия и металлолом правительству Японии. Однако в следующем году его оправдали после успешной апелляции в Верховный суд Китайской республики.
В 1946 году семья Тригубова получила разрешения на выезд в Австралию после того, как ей отказали в выдаче виз Канада и США. Гарри вместе с его братом отправили в Сидней в 1948 году, однако правительство Австралии попыталось выслать их из страны из-за опасений по поводу деятельности их отца во время войны. В конечном счете семейству Тригубовых было разрешено дальнейшее проживание в Австралии, а Гарри получил образование в Шотландском колледже в Сиднее. Позже он получил степень в Лидсском университете в Англии, а затем работал в текстильных предприятиях в Израиле и Южной Африке.

### Деятельность
Он вернулся в Австралию в 1950 году и получил гражданство в 1961 году. Работал на разных работах, в том числе был управляющим автопарком, владел молочным заводом, продавал недвижимость и работал помощником преподавателя в университете, однако не добился существенных успехов. Затем купил немного земли в Розвилле и начал строительство собственного дома. Так как нанятый строитель работал плохо, то работы по строительству Тригубову пришлось заканчивать самому. При этом он получил ценный опыт. Свой второй земельный участок он купил в 1963 году, на Смит-стрит (Темпе), и начал строить жилой квартал из восьми строений. По результатам он сумел получить хорошую прибыль, и в 1968 году в Гладсвилле строительство было продолжено. На улице Меритон он построил 18 зданий.
Тригубов является управляющим директором компании Meriton Apartments Pty Ltd. К 2015 году он построил более 55 000 жилых таунхаусов и квартир с момента начала деятельности в 1963 году, что делает его крупнейшим застройщиком жилой недвижимости в Австралии. Тригубов сосредоточился на строительстве в Голд-Кост, Брисбене, Квинсленде и в центральном деловом районе Сиднея, строя больше квартир, чем любой другой австралийский жилой застройщик. Является сторонником теории о том, что население Австралии должно вырасти до 100 миллионов человек.
В 2004 году завершил строительство World Tower, самого высокого жилого дома в Сиднее. В течение 2012 года «Meriton» и сообщество владельцев недвижимости оказались вовлечены в долгосрочные судебные тяжбы по поводу крупных дефектов строительства и предполагаемых нарушений контрактов. Компания в последние годы работает на китайском рынке. По оценке аналитической компании Hoovers, годовая выручка Meriton Apartments — $330,4 млн, Meriton Properties — $298 млн.
Тригубов в значительной степени жертвует деньги политическим партиям и использует свое влияние, чтобы добиться изменений в политике. В августе 2010 года он предложил федеральному правительству настаивать на том, чтобы процентные ставки Резервного банка были существенно снижены для повышения доступности жилья.
За последние 10 лет Гарри Тригубов не часто появляется в публичном поле. Когда он появлялся на публике, то рассуждал на темы самоидентификации евреев, давал полезные советы начинающим бизнесменам, а также рассказывал о принципах, которым должен следовать предприниматель.

## Личная жизнь
Тригубов — еврей. Он был женат дважды, и у него есть две дочери от первого брака, Орна и Шарон.  На 2022 год проживает в Сиднее вместе со своей второй женой Рондой. Увлекается коллекционированием, владеет коллекцией автомобилей. Прозвище Тригубова — Высотный Гарри.
Самостоятельно водит автомобиль Bentley, никогда не пользовался услугами шофера. Несмотря на преклонный возраст лично проводит проверки, объезжая строительные участки. Используется эффект неожиданности, так как никто из сотрудников не знает планы Тригубова заранее. Не закрывает дверь в свой кабинет, может провести совещание за 5 минут.

## Состояние
Согласно списку «Rich Financial Review» от 2017 года, личное состояние Гарри Тригубова оценивалось в 11,4 млрд долларов, оно увеличилось на 0,78 млрд долларов по сравнению с предыдущим годом. Между тем, Forbes Asia оценил размер личного состояния бизнесмена в 2015 году в 5,6 миллиардов долларов США. В 2015 году журнал Forbes Asia в своём ежегодном списке миллиардеров поставил Тригубова на 262-ю строчку в общем рейтинге. По состоянию на май 2021 года Гарри Тригубов был одним из десяти австралийцев, которые появлялись в каждом списке Financial Review Rich или его предшественника BRW Rich 200, с тех пор, как он был впервые был сформирован в 1984 году.
Тригубов участвовал в конкурсе журнала Business Review 2010 года, главным призом которого была «неделя с миллиардером». Три молодых человека, прошедших в финал, были доставлены в Сидней, где они провели неделю в Meriton, где получали ценные наставления от самого Тригубова.
По данным журнала Forbes вошёл в список 50 богатейших бизнесменов Австралии в 2013 году.